# Чини
Чини (ჩ, груз. ჩინი) — двадцать шестая буква современного грузинского алфавита и двадцать девятая буква классического грузинского алфавита.

## Использование
В грузинском языке обозначает звук [t͡ʃ]. Числовое значение в изопсефии — 1000 (одна тысяча).
Также используется в грузинском варианте лазского алфавита, используемом в Грузии. В латинице, используемой в Турции, ей соответствует ç.
Ранее использовалась в абхазском (1937—1954) и осетинском (1938—1954) алфавитах на основе грузинского письма, после их перевода на кириллицу в обоих случаях была заменена на ч.
В системах романизации грузинского письма передаётся как č̕ (ISO 9984), chʼ (BGN/PCGN
1981), ch (национальная система, BGN/PCGN 2009), čʻ (ALA-LC). В грузинском шрифте Брайля букве соответствует символ ⠟ (U+281F).

## Написание
| Асомтаврули | Нусхури | Мхедрули |
| ----------- | ------- | -------- |
|             |         |          |

## Кодировка
Чини асомтаврули и чини мхедрули включены в стандарт Юникод начиная с самой первой его версии (1.0.0) в блоке «Грузинское письмо» (англ. Georgian) под шестнадцатеричными кодами U+10B9 и U+10E9 соответственно.
Чини нусхури была добавлена в Юникод в версии 4.1 в блок «Дополнение к грузинскому письму» (англ. Georgian Supplement) под шестнадцатеричным кодом U+2D19; до этого она была унифицирована с чини мхедрули.
Чини мтаврули была включена в Юникод в версии 11.0 в блок «Расширенное грузинское письмо» (англ. Georgian Extended) под шестнадцатеричным кодом U+1CA9.